# Grand Prix Španělska 2008
Grand Prix Španělska 2008 ( XLIX Gran Premio de España Telefónica ) čtvrtý závod 59. ročníku mistrovství světa vozů Formule 1, historicky již 789. Grand prix se jel 27. dubna 2008.
Hosty v paddocku byli španělský král Juan Carlos I., argentinský fotbalový reprezentant a hráč FC Barcelona Lionel Messi, mistr světa v rallye Carlos Sainz a golfista Seve Ballesteros.

## Výsledky
- 27. duben 2008
- Okruh Catalunya
- 65 kol x 4,655 km = 302,449 km
- 789. Grand Prix
- 17. vítězství Kimiho Räikkönena
- 204. vítězství pro Ferrari
- 42. vítězství pro Finsko
- 148. vítězství pro vůz se startovním číslem 1

| Pozice | Jezdec               | Vůz               | Čas         | Body | Nej. kolo      | 1. Pitstop   | 2. Pitstop   | 3. Pitstop   |
| ------ | -------------------- | ----------------- | ----------- | ---- | -------------- | ------------ | ------------ | ------------ |
| 1      | Kimi Räikkönen       | Ferrari F2008     | 1:38:19.051 | 10   | 1:21.670       | 20. / 27.188 | 47. / 27.999 |              |
| 2      | Felipe Massa         | Ferrari F2008     | á 0:03,228  | 8    | 1:21.801       | 19. / 27.347 | 46. / 26.241 |              |
| 3      | Lewis Hamilton       | McLaren MP4-23    | á 0:04,187  | 6    | 1:22.017       | 21. / 27.637 | 47. / 26.455 |              |
| 4      | Robert Kubica        | BMW Sauber F1.08  | á 0:05,694  | 5    | 1:22.106 (4.)  | 21. / 26.829 | 47. / 26.156 |              |
| 5      | Mark Webber          | Red Bull RB4      | á 0:35,938  | 4    | 1:22.519 (8.)  | 20. / 28.876 | 46. / 26.924 |              |
| 6      | Jenson Button        | Honda RA108       | á 0:45,473  | 3    | 1:22.353 (5.)  | 25. / 34.001 | 54. / 25.413 |              |
| 7      | Kazuki Nakadžima     | Williams FW30     | á 0:58,244  | 2    | 1:23.549 (15.) | 25. / 29.336 | 51. / 26.446 |              |
| 8      | Jarno Trulli         | Toyota TF108      | á 0:59,435  | 1    | 1:22.758 (10.) | 20. / 26.840 | 46. / 30.542 | 54. / 16.796 |
| 9      | Nick Heidfeld        | BMW Sauber F1.08  | á 1:03,073  |      | 1:22.519 (7.)  | 24. / 27.490 | 33. / 29.680 | 45. / 26.433 |
| 10     | Giancarlo Fisichella | Force India VJM01 | á 1 kolo    |      | 1:23.439 (14.) | 25. / 28.110 | 44. / 28.012 |              |
| 11     | Timo Glock           | Toyota TF108      | á 1 kolo    |      | 1:23.007 (12.) | 25. / 27.472 | 51. / 25.324 |              |
| 12     | David Coulthard      | Red Bull RB4      | á 1 kolo    |      | 1:22.842 (11.) | 25. / 27.719 | 52. / 27.266 | 54. / 32.360 |
| 13     | Takuma Sató          | Super Aguri SA08  | á 1 kolo    |      | 1:24.617 (17.) | 20. / 38.711 | 38. / 34.090 |              |
| Kolo   | Odstoupili           | -                 | Důvod       | Body | Nej. kolo      | 1. Pitstop   | 2. Pitstop   | 3. Pitstop   |
| 41     | Nico Rosberg         | Williams FW30     | Motor       |      | 1:23.319 (13.) | 22. / 30.481 |              |              |
| 34     | Fernando Alonso      | Renault R28       | Motor       |      | 1:22.683 (9.)  | 16. / 28.547 |              |              |
| 34     | Rubens Barrichello   | Honda RA108       | Nehoda      |      | 1:23.858 (16.) | 17. / 29.517 | 26. / 31.718 |              |
| 21     | Heikki Kovalainen    | McLaren MP4-23    | Nehoda      |      | 1:22.453 (6.)  |              |              |              |
| 8      | Anthony Davidson     | Super Aguri SA08  | Chlazení    |      | 1:26.864 (20.) |              |              |              |
| 7      | Sébastien Bourdais   | Toro Rosso STR2B  | Kolize      |      | 1:25.999 (19.) |              |              |              |
| 6      | Nelson Piquet jr.    | Renault R28       | Kolize      |      | 1:25.444 (18.) |              |              |              |
| 0      | Adrian Sutil         | Force India VJM01 | Kolize      |      |                |              |              |              |
| 0      | Sebastien Vettel     | Toro Rosso STR2B  | Kolize      |      |                |              |              |              |

- žlutě – nejrychlejší pitstop
- zeleně – nejpomalejší pitstop
- červeně – Neplánovaná zastávka

## Vedení v závodě
| Kola      | km        | Jezdec | %   |
| --------- | --------- | ------ | --- |
| 1-18 kolo | 95.454 km |        | 31% |

| Jméno | Jméno | Jméno | Jméno | Jméno |
| ----- | ----- | ----- | ----- | ----- |

## Postavení na startu
Kimi Räikkönen- Ferrari-1:21.813
- 15. Pole position Kimi Räikkönena
- 197. Pole position pro Ferrari
- 46. Pole position pro Finsko
- 131. Pole position pro vůz se startovním číslem 1

| *                                                          | *                                                       | Kvalifikace III.                   | Kvalifikace II.                        | Kvalifikace I.                            |
| ---------------------------------------------------------- | ------------------------------------------------------- | ---------------------------------- | -------------------------------------- | ----------------------------------------- |
| _______1_______ Kimi Räikkönen Ferrari 1:21.813            |                                                         | Kimi Räikkönen Ferrari 1:21.813    | Felipe Massa Ferrari 1:20.584          | Kimi Räikkönen Ferrari 1:20.701           |
|                                                            | _______2_______ Fernando Alonso Renault 1:21.904        | Fernando Alonso Renault 1:21.904   | Robert Kubica BMW 1:20.597             | Jarno Trulli Toyota 1:21.158              |
| _______3_______ Felipe Massa Ferrari 1:22.058              |                                                         | Felipe Massa Ferrari 1:22.058      | Kimi Räikkönen Ferrari 1:20.784        | Fernando Alonso Renault 1:21.347          |
|                                                            | _______4_______ Robert Kubica BMW 1:22.065              | Robert Kubica BMW 1:22.065         | Fernando Alonso Renault 1:20.804       | Lewis Hamilton McLaren 1:21.366           |
| _______5_______ Lewis Hamilton McLaren 1:22.096            |                                                         | Lewis Hamilton McLaren 1:22.096    | Nick Heidfeld BMW 1:20.815             | Nelson Piquet Jr. Renault 1:21.409        |
|                                                            | _______6_______ Heikki Kovalainen McLaren 1:22.231      | Heikki Kovalainen McLaren 1:22.231 | Heikki Kovalainen McLaren 1:20.817     | Robert Kubica BMW 1:21.423                |
| _______7_______ Mark Webber Red Bull 1:22.429              |                                                         | Mark Webber Red Bull 1:22.429      | Lewis Hamilton McLaren 1:20.825        | Timo Glock Toyota 1:21.427                |
|                                                            | _______8_______ Jarno Trulli Toyota 1:22.529            | Jarno Trulli Toyota 1:22.529       | Nelson Piquet Jr. Renault 1:20.894     | Heikki Kovalainen McLaren 1:21.430        |
| _______9_______ Nick Heidfeld BMW 1:22.542                 |                                                         | Nick Heidfeld BMW 1:22.542         | Jarno Trulli Toyota 1:20.907           | Nick Heidfeld BMW 1:21.466                |
|                                                            | _______10_______ Nelson Piquet Jr. Renault 1:22.699     | Nelson Piquet Jr. Renault 1:22.699 | Mark Webber Red Bull 1:20.984          | Nico Rosberg Williams 1:21.472            |
| _______11_______ Rubens Barrichello Honda 1:21.049         |                                                         |                                    | Rubens Barrichello Honda 1:21.049      | Mark Webber Red Bull 1:21.494             |
|                                                            | _______12_______ Kazuki Nakadžima Williams 1:21.117     |                                    | Kazuki Nakadžima Williams 1:21.117     | Felipe Massa Ferrari 1:21.528             |
| _______13_______ Jenson Button Honda 1:21.211              |                                                         |                                    | Jenson Button Honda 1:21.211           | Sébastien Bourdais Toro Rosso 1:21.540    |
|                                                            | _______14_______ Timo Glock Toyota 1:21.230             |                                    | Timo Glock Toyota 1:21.230             | Rubens Barrichello Honda 1:21.548         |
| _______15_______ Nico Rosberg Williams 1:21.349            |                                                         |                                    | Nico Rosberg Williams 1:21.349         | Kazuki Nakadžima Williams 1:21.690        |
|                                                            | _______16_______ Sébastien Bourdais Toro Rosso 1:21.724 |                                    | Sébastien Bourdais Toro Rosso 1:21.724 | Jenson Button Honda 1:21.757              |
| _______17_______ David Coulthard Red Bull 1:21.810         |                                                         |                                    |                                        | David Coulthard Red Bull 1:21.810         |
|                                                            | _______18_______ Sebastian Vettel Toro Rosso 1:22.108   |                                    |                                        | Sebastian Vettel Toro Rosso 1:22.108      |
| _______19_______ Giancarlo Fisichella Force India 1:22.516 |                                                         |                                    |                                        | Giancarlo Fisichella Force India 1:22.516 |
|                                                            | _______20_______ Adrian Sutil Force India 1:23.224      |                                    |                                        | Adrian Sutil Force India 1:23.224         |
| _______21_______ Anthony Davidson Super Aguri 1:23.318     |                                                         |                                    |                                        | Anthony Davidson Super Aguri 1:23.318     |
|                                                            | _______22_______ Takuma Sato Super Aguri 1:23.496       |                                    |                                        | Takuma Sato Super Aguri 1:23.496          |

### Tréninky
| *  | I. Trénink                                | *  | II. Trénink                               | *  | III. Trénink                              |
| -- | ----------------------------------------- | -- | ----------------------------------------- | -- | ----------------------------------------- |
| 1  | Kimi Räikkönen Ferrari 1:20.649           | 1  | Kimi Räikkönen Ferrari 1:21.935           | 1  | Nick Heidfeld BMW 1:21.269                |
| 2  | Felipe Massa Ferrari 1:20.699             | 2  | Nelson Piquet Jr. Renault 1:22.019        | 2  | David Coulthard Red Bull 1:21.465         |
| 3  | Lewis Hamilton McLaren 1:21.192           | 3  | Fernando Alonso Renault 1:22.032          | 3  | Fernando Alonso Renault 1:21.599          |
| 4  | Robert Kubica BMW 1:21.568                | 4  | Kazuki Nakadžima Williams 1:22.172        | 4  | Robert Kubica BMW 1:21.717                |
| 5  | Heikki Kovalainen Mclaren 1:21.758        | 5  | Felipe Massa Ferrari 1:22.229             | 5  | Jarno Trulli Toyota 1:21.771              |
| 6  | Fernando Alonso Renault 1:21.933          | 6  | Mark Webber Red Bull 1:22.238             | 6  | Sébastien Bourdais Toro Rosso 1:21.942    |
| 7  | Nelson Piquet Jr. Renault 1:21.936        | 7  | Nico Rosberg Williams 1:22.266            | 7  | Nelson Piquet Jr. Renault 1:21.992        |
| 8  | David Coulthard Red Bull 1:22.118         | 8  | David Coulthard Red Bull 1:22.289         | 8  | Jenson Button Honda 1:22.060              |
| 9  | Nick Heidfeld BMW 1:22.278                | 9  | Giancarlo Fisichella Force India 1:22.383 | 9  | Felipe Massa Ferrari 1:22.075             |
| 10 | Jenson Button Honda 1:22.632              | 10 | Adrian Sutil Force India 1:22.548         | 10 | Timo Glock Toyota 1:22.081                |
| 11 | Timo Glock Toyota 1:23.002                | 11 | Lewis Hamilton McLaren 1:22.685           | 11 | Lewis Hamilton McLaren 1:22.094           |
| 12 | Nico Rosberg Williams 1:23.003            | 12 | Robert Kubica BMW 1:22.788                | 12 | Nico Rosberg Williams 1:22.174            |
| 13 | Mark Webber Red Bull 1:23.015             | 13 | Nick Heidfeld BMW 1:23.130                | 13 | Kimi Räikkönen Ferrari 1:22.176           |
| 14 | Jarno Trulli Toyota 1:23.141              | 14 | Jarno Trulli Toyota 1:23.224              | 14 | Kazuki Nakadžima Williams 1:22.189        |
| 15 | Kazuki Nakadžima Williams 1:23.153        | 15 | Jenson Button Honda 1:23.263              | 15 | Heikki Kovalainen Mclaren 1:22.220        |
| 16 | Adrian Sutil Force India 1:23.156         | 16 | Heikki Kovalainen Mclaren 1:23.264        | 16 | Sebastian Vettel Toro Rosso 1:22.292      |
| 17 | Giancarlo Fisichella Force India 1:23.196 | 17 | Rubens Barrichello Honda 1:23.415         | 17 | Rubens Barrichello Honda 1:22.350         |
| 18 | Rubens Barrichello Honda 1:23.353         | 18 | Sebastian Vettel Toro Rosso 1:23.661      | 18 | Giancarlo Fisichella Force India 1:22.466 |
| 19 | Sébastien Bourdais Toro Rosso 1:23.952    | 19 | Sébastien Bourdais Toro Rosso 1:23.684    | 19 | Adrian Sutil Force India 1:22.689         |
| 20 | Sebastian Vettel Toro Rosso 1:24.082      | 20 | Timo Glock Toyota 1:23.883                | 20 | Takuma Sato Super Aguri 1:23.726          |
| 21 | Takuma Sato Super Aguri 1:24.278          | 21 | Takuma Sato Super Aguri 1:25.110          | 21 | Anthony Davidson Super Aguri 1:23.921     |
| 22 | Anthony Davidson Super Aguri 1:25.068     | 22 | Anthony Davidson Super Aguri 1:25.163     | 22 | Mark Webber Red Bull – -- ---             |